# Italo Tomassoni
Italo Tomassoni (Ancona, 18 settembre 1938) è un critico d'arte, saggista e museologo italiano.

## Biografia
A partire dal 1961 collabora come critico d'arte a riviste quali Crisi e Letteratura e La Posta Letteraria. Nel 1962 si laurea in Giurisprudenza all'Università di Perugia. Nel 1963 viene pubblicato il suo primo saggio, Per una ipotesi Barocca (Edizioni dell’Ateneo, Roma), sui rapporti tra arte barocca e arte del dopoguerra. Dagli anni '60 in poi pubblica con varie case editrici saggi e monografie sull'arte moderna e contemporanea, cura mostre in Italia e all'estero in gallerie e istituzioni, e collabora a numerose testate tra cui La Fiera Letteraria, Avanti!, Flash Art, e L'Uomo Vogue. 

Nel 1965 riceve dal ministro Luigi Preti il premio della Presidenza del Consiglio dei Ministri per un saggio sull'arte contemporanea italiana. Nello stesso anno viene nominato membro societaire dell'AICA. Dal 1966 al 1968 è docente di Sociologia dell'arte ai Corsi Superiori di Disegno Industriale fondati da Giulio Carlo Argan all'Istituto d'Arte di Roma. 

Italo Tomassoni (a destra) con Alberto Burri

A partire dagli anni '70 lavora con Alberto Burri alla costituzione della Fondazione Burri, di cui è stato consigliere di amministrazione e membro del comitato scientifico, della commissione autentiche, e del comitato esecutivo. Nel 1974 rappresenta l'Italia al convegno AICA della Germania Est, e tiene una conferenza su Mondrian e De Stijl alla Galleria Nazionale d'Arte Moderna di Roma che ne pubblica gli atti. Nello stesso anno inizia la sua collaborazione con Gino de Dominicis e la raccolta dei materiali che ne costituiranno l'Archivio, fondato nel 1998. 
Nel 1980 è chiamato a dirigere la sezione Arti Visive del Festival dei Due Mondi nell'ambito del quale cura una mostra personale di Cy Twombly e una manifestazione di sculture e azioni site-specific nella città di Spoleto con numerosi interventi di artisti internazionali tra cui Sol LeWitt, Joseph Beuys, Daniel Buren, Vito Acconci, Francesco Clemente, Rebecca Horn, Dennis Oppenheim, Giulio Paolini. Nello stesso anno concepisce e cura la mostra-evento Beuys/Burri alla Rocca Paolina di Perugia. 
Nella prima metà degli anni '80 dirige a Roma la sezione arti visive dell'evento Un anno da Strindberg con mostre personali di Giulio Paolini e Giuseppe Chiari; concepisce con Michelangelo Pistoletto la performance Anno Uno al Teatro Quirino di Roma; cura con Maurizio Calvesi ad Anagni la mostra Anacronismo Ipermanierismo; organizza il seminario Arte e vita dell'arte con Giulio Paolini, Fabio Mauri, Giulio Carlo Argan. Nel 1985 pubblica il saggio Ipermanierismo (Politi Editore, Milano) coniando l'omonima definizione critica. Nel 1986 è tra i curatori della XI Quadriennale di Roma.
Dal 1995 collabora alla costituzione dell'Archivio Alighiero Boetti di cui è stato membro del comitato scientifico. Nel corso degli anni '90 lavora a numerose mostre su Alberto Burri (Museo Pecci; Palazzo delle Esposizioni; Premio Marche). Nel 1999 cura alla 48ª Biennale di Venezia la retrospettiva dedicata a Gino de Dominicis insieme al direttore della Biennale Harald Szeemann.
Dal 2000 al 2009 insegna Diritto d'autore nell'arte contemporanea all'Università di Roma La Sapienza. Dal 1999 al 2002 è titolare della cattedra di Storia dell'arte contemporanea dell'Accademia di Belle Arti di Perugia e nel 2002 allestisce nel Palazzo della Penna di Perugia un museo permanente dedicato a Joseph Beuys. Nel 2005 cura alle Scuderie del Quirinale con Maurizio Calvesi la mostra Burri. Gli artisti e la materia. A partire dal 2004 cura una serie di esposizioni dell'opera Calamita Cosmica di Gino de Dominicis (Reggia di Versailles; Palazzo Reale - Piazza del Duomo di Milano; MACS Grand-Hornu di Mons, Belgio).
Nel 2010 collabora alla realizzazione della mostra inaugurale del MAXXI di Roma Gino de Dominicis. L'immortale. Nel 2011 pubblica il Catalogo Ragionato di Gino de Dominicis (Skira, Milano). Nel 2013 co-cura la mostra di Anselm Kiefer Presenza-omaggio a Burri alla Fondazione Burri e nel 2015 collabora come autore al Catalogo Generale di Alberto Burri. È tra fondatori del CIAC - Centro Italiano Arte Contemporanea di Foligno, di cui è il direttore artistico e dove, a partire dall'inaugurazione nel 2009, ha curato numerose mostre di artisti italiani e internazionali e allestito l'esposizione permanente dell'opera Calamita Cosmica di Gino de Dominicis.

## Alcune opere

### Saggi e monografie
- Per una ipotesi barocca - Ed. dell'Ateneo, Roma, 1963
- Magnelli in Alberto Magnelli di M. Mendes - Ed. dell'Ateneo, Roma, 1964
- Tàpies (con G. Gatt e G.C. Argan) - Ed. Cappelli, Bologna, 1967
- Pollock  - Sansoni De Agostini, Firenze, 1968; Thames and Hudson, London, 1968; Grosset & Dunlap, New York, 1968; Flammarion, Paris, 1969; DZS, Ljubljana, 1969
- Mondrian - Sadea Sansoni, Firenze, 1969; Hamlyn, London-New York, 1970; Kunstkreis Luzern, Freudenstadt, Wien, 1971
- Arte in Italia dopo il 1945 - Cappelli, Bologna, 1970
- Lo spontaneo e il programmato (prefazione di G.C. Argan) - Laboratorio delle Arti, Milano, 1970
- Mondrian e De Stijl - Galleria Nazionale d'Arte Moderna, Roma, 1974
- Brajo Fuso (con G.C. Argan e A. Verdet) - Editalia, Roma, 1976
- O Grande – Bulzoni Editore, Roma, 1977
- Incontro con Beuys - Il Quadrante, Torino, 1984
- Ipermanierismo (prefazione di G.C. Argan) - Politi Editore, Milano, 1985
- Difesa della Natura. Joseph Beuys - Charta, Milano, 1996
- Giuseppe Piermarini. Il volto piermariniano della Scala (con P. Portoghesi) - Electa, Milano, 1997
- Beuys a Perugia - Silvana Ed. d'Arte, Milano, 2003
- Anni '70. Arte Italiana tra cronaca e mito - Laterza, Bari, 2007
- Gino de Dominicis. Catalogo Ragionato – Skira, Milano, 2011
- Burri. Catalogo Generale (a cura di B. Corà e C. Sarteanesi) - Fondazione Burri, Città di Castello, 2015
- Hermann Nitsch atlas - Viaindustriae, 2017
- Beuys/Burri. La persistenza del valore - Magonza, Arezzo, 2021
- Leoncillo. Natura ed espressione (a cura di A. Leonardi, S. Petrillo) - Electa, Milano, 2021
- Giuliana Balice. Una geometria inquieta - Skira, Milano, 2022
- Calamita Cosmica. Una storia immobile - Maggioli Cultura, 2023

### Cataloghi di mostre
- Burri, Capogrossi, Colla, Fontana, Scialoja, Turcato  - Pescara, 1965
- Antonio Calderara - Centro Proposte, Firenze, 1965
- Spalletti, Summa, Di Blasio - Pescara, 1965
- Gruppo MID / Nanda Vigo - Venezia, 1966
- Maurizio Nannucci - Mestre, 1966
- Franco Grignani - Stuttgart, 1968
- Claudio Verna - Padiglione Italiano XXXV Biennale di Venezia, 1970
- Richard Paul Lohse - La Polena, Genova, 1971
- Enea (con E. Villa) - Flash Art Publisher, Milano, 1972
- Pizzo Greco. Sculture nella città - Comune di Milano, 1973
- Getulio Alviani - Brescia, 1974
- Cy Twombly - Festival dei Due Mondi, Spoleto, 1980
- Beuys/Burri - Rocca Paolina, Perugia, 1980
- Michelangelo Pistoletto. Anno Uno - Teatro Quirino, Roma, 1981
- Un anno da Strindberg (Giulio Paolini; Giuseppe Chiari) - Spazio Uno, Roma, 1981
- Paradis di Philippe Sollers - Teatro Sala Umberto, Roma, 1983
- Anacronismo Ipermanierismo (con M. Calvesi) - Marsilio, Venezia, 1984
- Arte come Storia dell'arte - XI Quadriennale di Roma, 1986
- Omar Galliani (con P. Restany) - Allemandi, Torino, 1991
- Igor Mitoraj. Un teatro anatomico del classico - Macerata, 1995
- Alberto Burri sulla via dei Cretti in Burri e Fontana (a cura di B. Corà) - Museo Pecci, Prato - Skira, Milano, 1996
- I Cicli Neri di Alberto Burri in Omaggio a Burri - Mazzotta, Milano, 1996
- I Cretti e i grandi Cicli nella storia di Alberto Burri in Burri. Opere 1944-1995 - Palazzo delle Esposizioni, Roma - Electa, Milano 1996
- Palazzo Ricci. Arte italiana del Novecento - Macerata, 1999
- Burri. Gli artisti e la materia (con M. Calvesi) - Scuderie del Quirinale, Roma - Silvana Ed. d'Arte, Milano 2005
- Incontri 1980 - Kybalion, 2005
- Burri. La sezione aurea dei Cellotex - Fondazione Matalon, Milano, 2006
- Lo Spazio dell'Immagine e il suo Tempo / Il Tempo dell'immagine e il nostro tempo. – Skira, Milano, 2009
- Gino de Dominicis. L'Immortale (a cura di A. Bonito Oliva) - MAXXI, Roma - Electa, Milano, 2010
- Carlo Maria Mariani in the Twentyfirst Century (con D. Ebony e R. Pincus-Witten) - Skira, Milano, 2011
- Uncini. I primi e gli ultimi - Silvana Ed. d'arte, Milano 2011
- Vincenzo Agnetti. L'OperAzione Concettuale - Ali&No, 2012
- Giuseppe Terragni. Un viaggio nell'architettura - Como, 2012
- Luciano Fabro. Disegno In-Opera (a cura di G. di Pietrantonio) - Skira, Milano, 2013
- Julian Schnabel - Ali&No, 2013
- Sandro Chia. Il Viandante - Skira, 2016
- Hermann Nitsch. O.M.T. Colore dal Rito - Viaindustriae, 2017
- Ugo La Pietra. Istruzioni per abitare la città - Viaindustriae, 2018
- Giuseppe Stampone. Perché il cielo è di tutti e la terra no? - Viaindustriae, 2018
- Enea Ferrari. The myth of the noble savage - The Mayor Gallery, London, 2019 (1972 reprint)
- Museo Hermann Nitsch 2008-2020 - Museo Nitsch, Napoli, 2020
- Shozo Shimamoto. Grandi Opere - Edizioni Morra, Napoli, 2021
- Una storia nell'arte. I Marchini, tra impegno e passione - Accademia Nazionale di San Luca, Roma, 2022
- Pino Pascali. La zoologia domestica dei Bachi da Setola - Viaindustriae, 2022
- Paul Jenkins. La pittura assoluta - Centro Italiano Arte Contemporanea, Foligno, 2024